# Mastinocerus uruguayensis
Mastinocerus uruguayensis is een keversoort uit de familie Phengodidae. De wetenschappelijke naam van de soort is voor het eerst geldig gepubliceerd in 1886 door Berg.